# Park Narodowy Zall-Gjoçaj
Park narodowy Zall-Gjoçaj (alb. Parku Kombëtar i Zall Gjoçajt) – park narodowy położony w środkowo-górnej Albanii, w obwodzie Dibry, w okręgu Mat. Park został założony w 1996 roku.
Park narodowy Zall-Gjoçaj obejmuje obszar 140 ha. Największą atrakcją są malownicze wąwozy oraz wytryskające w wielu miejscach w formie strumieni podziemne źródła. W parku występują duże pokłady torfu, lasy z kilkunastoma gatunkami drzew, w tym czarna sosna, buk i jodła. W lasach żyją wilki, lisy, dziki, niedźwiedzie, sarny, rysie oraz orły.
Infrastruktura turystyczna parku jest bardzo znikoma.